# Lee Hye-in
Lee Hye-in (koreanisch 이혜인; * 16. Januar 1995 in Ulsan) ist eine südkoreanische Degenfechterin.

## Erfolge
Lee Hye-in gab 2013 ihr internationales Debüt beim Weltcup in Xuzhou. Der Durchbruch gelang ihr im Jahr 2018, als sie mit der südkoreanischen Mannschaft sowohl bei den Weltmeisterschaften in Wuxi als auch bei den Asienspielen in Jakarta die Silbermedaille gewann. Bei den Asienmeisterschaften in Bangkok sicherte sie sich außerdem im Einzel und mit der Mannschaft jeweils Bronze. Im Jahr darauf wurde sie in Chiba im Mannschaftswettbewerb Asienmeisterin.
Bei den 2021 ausgetragenen Olympischen Spielen 2020 in Tokio gehörte Lee zum Aufgebot der südkoreanischen Mannschaft. In dieser Konkurrenz bildete sie mit Choi In-jeong, Kang Young-mi und Song Se-ra ein Team. Mit 38:33 setzten sie sich in der Auftaktrunde gegen die US-amerikanische Équipe durch und zogen nach einem 38:29-Erfolg gegen die chinesische Mannschaft im Halbfinale in den Kampf um den Olympiasieg ein. In diesem trafen die Südkoreanerinnen auf die estnische Mannschaft, denen sie mit 32:36 unterlagen und die Silbermedaille gewannen. Ein Jahr darauf wurde sie in Kairo mit derselben Mannschaft Weltmeisterin. Auch bei den 2023 ausgetragenen Asienspielen 2022 in Hangzhou gewann sie mit der Mannschaft die Goldmedaille.